# I Can See You
"I Can See You" é uma canção escrita e gravada pela cantora e compositora americana Taylor Swift, presente em sua terceira regravação Speak Now (Taylor's Version) lançada em 7 de julho de 2023, através da Republic Records, como primeiro e único single promocional do álbum. A faixa foi escrita apenas por Swift e produzida junto com Jack Antonoff. A canção contém elementos derivados do indie-pop no qual ela enfatiza o uso recente de rock e sons alternativos já utilizados por Swift e fala, de forma sedutora, sobre seu amante em potencial. Enredada em uma atmosfera sexual, ela continuamente desafia e convida seu parceiro a explorar seu novo relacionamento, tanto romanticamente quanto sexualmente. Um videoclipe da canção estreou no YouTube na madrugada do dia seguinte, e foi tanto escrito como dirigido por Swift.

## Antecedentes

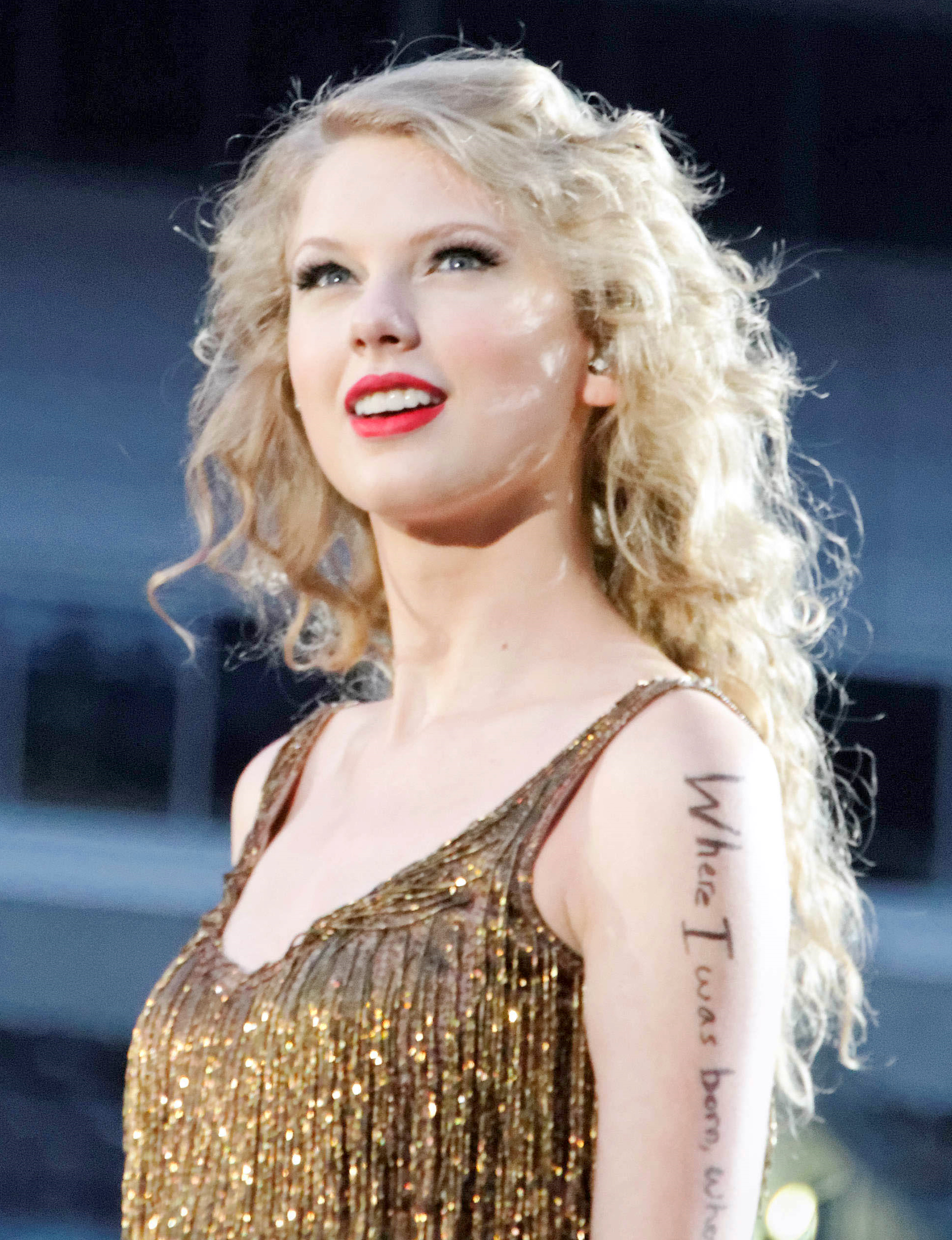
Swift na Speak Now World Tour em junho de 2011

O terceiro álbum de estúdio de Swift, Speak Now, foi lançado em 25 de outubro de 2010, através da gravadora estadunidense Big Machine Records. Descrito como um álbum conceptual sobre confissões sobre amor, romance, desgosto e perdão, Speak Now ampliou o estilo country pop de seu trabalho anterior, Fearless (2008), mas com maior foco no rock, com influências de bluegrass, pop punk, pop rock e soft rock. Com vendas iniciais de 1.047 milhões de cópias, o álbum debutou na primeira posição na parada Billboard 200 dos Estados Unidos. Além disso, recebeu críticas geralmente positivas dos críticos de música, que elogiaram a composição e os temas de Swift. Speak Now entrou no Guinness World Records como o álbum mais vendido nos Estados Unidos por uma artista country feminina.
De acordo com seu contrato de treze anos de exclusividade com a Big Machine, Swift lançou seis álbuns de estúdio sob o selo de 2006 a 2017. No final de 2018, o contrato com a gravadora expirou; portanto, ela saiu da Big Machine e assinou um novo contrato de gravação com a Republic Records, uma divisão da Universal Music Group, que lhe garantiu os direitos para possuir as masters de novas músicas que lançaria. Em 2019, o empresário norte-americano Scooter Braun e sua empresa Ithaca Holdings adquiriram a Big Machine. Como parte da aquisição, a propriedade das masters dos primeiros seis álbuns de estúdio de Swift, incluindo Speak Now, foi transferida para Braun. Em agosto de 2019, Swift denunciou a compra do selo por Braun e anunciou que voltaria a gravar seus primeiros seis álbuns de estúdio, a fim de possuir seus masters. Especulações sobre o próximo álbum regravado de Swift ser Speak Now dataram de novembro de 2021, quando ela lançou Red (Taylor's Version), fazendo referência às palavras chaves da era de 2010 nas publicações de suas mídias sociais. Os videoclipes de "Bejeweled" e "Lavender Haze", lançados em 2022 e 2023, respectivamente, continham vários easter eggs em referência à Speak Now. Teorias de fãs se intensificaram após o início da The Eras Tour: as pulseiras multicoloridas entregues ao público brilhavam com a cor roxa ao fim dos concertos e, posteriormente, Swift sugeriu um relançamento durante a performance de "Speak Now" no ato das canções surpresas, e então usou um emoji de coração roxo nas redes sociais dias antes do anúncio oficial.
Em 5 de maio de 2023, durante sua primeira passagem em Nashville com a The Eras Tour, Swift anunciou Speak Now (Taylor's Version) como seu próximo lançamento, com previsão de lançamento para 7 de julho. O anúncio serviu de introdução para o ato das canções surpresas do show, onde ela cantou uma versão acústica da segunda faixa do álbum, "Sparks Fly". Ela posteriormente revelou nas redes sociais: "Eu amo este álbum porque ele conta a história de crescer, se debater, voar e bater ... e viver para falar sobre isso". Swift enfatizou as dificuldades que enfrentou em sua vida durante o tempo em que escreveu o álbum, entre elas "brutal honestidade, confissões diarísticas não filtradas e melancolia selvagem".
Em 5 de junho de 2023, Swift divulgou a lista de faixas de Speak Now (Taylor's Version). Contém 22 faixas; as regravações das 14 faixas originais das edição padrão; "Ours" e "Superman", as duas faixas restantes da versão deluxe original; e seis canções inéditas, denominadas "From the Vault", escritas para o álbum de 2010, mas nunca lançadas oficialmente. A vocalista da banda Paramore, Hayley Williams, e a banda Fall Out Boy, ambos citados por Swift como influências em suas letras enquanto trabalhava em Speak Now, são os colaboradores nas canções inéditas "Castles Crumbling" e "Electric Touch", respectivamente. Speak Now (Taylor's Version) foi lançado em 7 de julho de 2023, configurando-se como o terceiro álbum regravado de Swift.

## Videoclipe

### Lançamento
Eu escrevi este roteiro do vídeo há mais de um ano e realmente queria representar simbolicamente como é para mim ter os fãs me ajudando a recuperar minha música. Eu coloquei meu coração em @JoeyKing, Taylor Lautner e @IAmPresleyCash estrelando nele. Joey e Presley estavam no vídeo de 'Mean' quando tinham 9 e 13 anos e estão de volta e tão ridiculamente duronas!! Taytay é INCRÍVEL nisso (não tinha dublê!) e grite para Tay Lautner por ser tão incrível de se conviver no set. The Tale of 3 Taylors 😆 Eu sempre quis dirigir cenas de luta/uma história de assalto e me diverti muito planejando isso com meu incrível DP Jonathan Sela. Tão orgulhoso deste.— Swift comemorando o lançamento do videoclipe Instagram

O videoclipe de "I Can See You", escrito e dirigido por Swift, foi gravado em abril de 2023 na cidade de Liverpool, quando algumas fotos de sua gravação
 começaram a circular pela internet.  Foi lançado em 8 de julho no perfil oficial do Vevo da cantora e conta com a participação das atrizes Joey King e Presley Cash (no qual participaram do clipe de Mean) e de seu ex-namorado, o ator Taylor Lautner (com quem Taylor teve um romance em 2009 e que inspirou a letra de Back To December). O clipe estreou com exclusividade durante a The Eras Tour no dia 7 de julho em Kansas City, e contou com a presença dos três no palco logo após a exibição. Nas redes sociais, Taylor comemorou o lançamento do clipe, citando o fato de Joey e Presley estarem de volta após o clipe de Mean e elogiando a presença de Lautner no set junto de sua esposa, e ainda brincou com seus nomes como "The Tale of 3 Taylors".

### Enredo
O clipe começa com King saindo de uma van e chegando a um museu enquanto Cash aparece dentro dela como uma hacker, no qual monitora Swift presa (representando seu período na Big Machine). As cenas continuam com King passando pelo sistema de segurança e por uma sala repleta de lasers roxos até chegar em uma exposição com peças de roupas da Speak Now World Tour e de King no videoclipe de Mean, quando repentinamente Lautner surge. Enquanto os dois lutam contra seguranças com objetos presentes nos clipes e aparições da cantora durante a divulgação da gravação original, a sequência intercala com Swift desembrulhando um retrato na parede com a capa da regravação. A ponte da música mostra ambos chegando de cara a um cofre gigante (fazendo uma metáfora as faixas "From The Vault" das regravações) no qual Swift esta presa dentro. King e Lautner então explodem o cofre, libertando assim Swift que leva junto o retrato (referenciando o lançamento das regravações) e, consequentemente, os três fogem juntos com o museu caindo em ruínas. Cash aciona assim uma pequena alavanca que acarreta na explosão do mesmo com os três já na parte externa. A obra acaba com todos entrando na van e, consequentemente, fugindo da polícia.

### Regravações
Assim como no clipe de Bejeweled, o clipe apresentou um easter egg indicando a teoria de o 1989 (2014) como a próxima regravação de Swift. No final, quando todos fogem da polícia, eles passam por uma ponte cuja placa contém a dica "1'-9" 8.9tv". Posteriormente isso foi confirmado com o anúncio da regravação em 9 de agosto de 2023.

## Tabelas musicais
Nas paradas de singles, "I Can See You" estreou entre os dez primeiros na Irlanda, Nova Zelândia, Austrália, Reino Unido, Singapura, Canadá e Japão. Nos Estados Unidos, a canção estreou em quinto lugar na Billboard Hot 100, tornando Swift a primeira artista desde os Beatles, em 1964, a colocar nas paradas singles de três álbuns diferentes entre os dez primeiros ao mesmo tempo (5ª, 9ª e 10ª posição), sendo as outras duas "Cruel Summer" presente no Lover (2019) e "Karma", com participação da rapper Ice Spice, presente no Midnights (2022). A faixa também é sua 26ª entrada no top cinco e a segunda faixa "Taylor's Version" a entrar no top 10, depois de "All Too Well (Taylor's Version)" (2021); já na Billboard Global 200 a canção debutou em quarto lugar.
| Tabela musical (2023)                 | Melhor posição |
| ------------------------------------- | -------------- |
| Alemanha (Official German Charts)     | 90             |
| Austrália (ARIA)                      | 5              |
| Austria (Ö3 Austria Top 40)           | 58             |
| Canadá (Canadian Hot 100)             | 8              |
| Global 200 (Billboard)                | 4              |
| Grécia (IFPI)                         | 13             |
| Filipinas (Billboard)                 | 13             |
| Holanda (Single Top 100)              | 87             |
| Irlanda (IRMA)                        | 4              |
| Japão (Billboard Japan)               | 8              |
| Malásia (Billboard)                   | 22             |
| Nova Zelândia (Recorded Music NZ)     | 4              |
| Singapura (RIAS)                      | 7              |
| Reino Unido (OCC)                     | 6              |
| Estados Unidos (Billboard Hot 100)    | 5              |
| Estados Unidos (US Hot Country Songs) | 3              |